# 유종인
유종인(1968년 ~ )은 대한민국의 시인이다. 1968년 경기도 인천시에서 태어나 시립인천전문대학(현 인천대학교 제물포캠퍼스) 문헌정보학과를 졸업했다.

## 약력
1996년 《문예중앙》에 시 〈화문석〉 외 9편이 당선되면서 문단에 나왔다. 2002년 《농민신문》 신춘문예 시조부문, 2003년 《동아일보》 신춘문예 시조부문, 2011년 《조선일보》 신춘문예 미술평론부문에 당선되었다.
```
지훈문학상, 송순문학상, 지리산문학상 등을 수상하였다.
```

## 저서

### 시집
- 《아껴 먹는 슬픔》(문학과지성사, 2001)
- 《교우록》(문학과지성사, 2005)
- 《수수밭 전별기》(실천문학사, 2007)
- 《사랑이라는 재촉들》(문학과지성사, 2011)
- 《얼굴을 더듬다》(실천문학사, 2012)
- 《양철지붕을 사야겠다》 (시인동네, 2015)
- 《숲시집》(시인수첩, 2017)
- 《답청》 (2021, 나남출판)
- 《숲선생》(시인의일요일, 2022)
- 《용오름》(황금알, 2023)
- 《그대를 바라는 일이 언덕이 되었다》(문학동네, 2024)

- 《염전―소금이 일어나는 물거울》(눌와, 2007) -산문집
- 《산책―나를 만나러 떠나는 길》(국일미디어, 2008)-산문집
- 《조선의 그림과 마음의 앙상블》(나남출판, 2017)-미술교양서